# Walgreens
A Walgreen Co., mais conhecida como Walgreens, é a segunda maior empresa que opera farmácias dos Estados Unidos, atrás somente do grupo CVS Health. Nas farmácias Walgreens, geralmente são encontrados medicamentos de prescrição médica, produtos de saúde e bem-estar, serviços fotográficos e em algumas unidades, exames laboratoriais do laboratório  LabCorp.
Foi uma das responsáveis por popularizar o milk-shake nos Estados Unidos, por meio da sua loja de Chicago. A adição do leite maltado na mistura da bebida (uma mistura de malte, cevada, farinha de  trigo e leite evaporado), era usado como remédio infantil para o sistema digestivo.

## História
A fundação da empresa aconteceu em 1901, por um migrante e filho de fazendeiros de Gallesburg, Illinois chamado Charles Rudolph Walgreen. Em 1913, já possuía 4 unidades e em 1919 mais de 20. Entre as décadas de 1920 e 1930, por consequência da Lei Seca nos Estados Unidos, a Walgreens era um dos poucos lugares em que se podia comprar bebidas alcoólicas prescritas, o que elevou o número de unidades e o faturamento.
Em 2016 e 2017 foi uma das principais patrocinadoras do Red Nose Day, evento criado pela Comic Relief onde produtos específicos são oferecidos por um dia aos clientes, com vendas direcionadas para organizações sem fins lucrativo. Nas duas edições, mais de $ 4.000 foram arrecadados para a instituição Ottawa County Boys & Girls Club’s.

## Ligações Externas
«Página oficial da Walgreens» (em inglês)